# 孫毓溎
孫毓溎（1803年—1867年），字犀源，号梧江，山东济宁人，清代狀元，体仁阁大学士两江总督孙玉庭之孙。
道光二十四年（1844年），孫毓溎位列殿試第一甲第一名（状元），授翰林院修撰。道光二十六年出任云南学政、后任山西按察使调浙江按察使署浙江布政使，积劳成疾，遂乞假归。同治六年卒于京邸。